# Cindy Champion
Pour les articles homonymes, voir Champion (homonymie).
Cindy Champion est une handballeuse française, née le 2 août 1991 à Champigny[Lequel ?]. Elle évolue au poste d'arrière droite au club du Handball Cercle Nîmes.

## Biographie
À l'été 2015, elle quitte Nîmes, son club formateur, pour rejoindre Bourg-de-Péage en 2e division

## Palmarès
- finaliste de la coupe de la Ligue en 2010 et 2013[2] (avec HBC Nîmes)
- finaliste de la coupe de France en 2015 (avec HBC Nîmes)